# Tipula obliquefasciata
Tipula obliquefasciata är en tvåvingeart som beskrevs av Pierre Justin Marie Macquart 1846.
Tipula obliquefasciata ingår i släktet Tipula och familjen storharkrankar. Inga underarter finns listade i Catalogue of Life.